# Terrorisme au Royaume-Uni

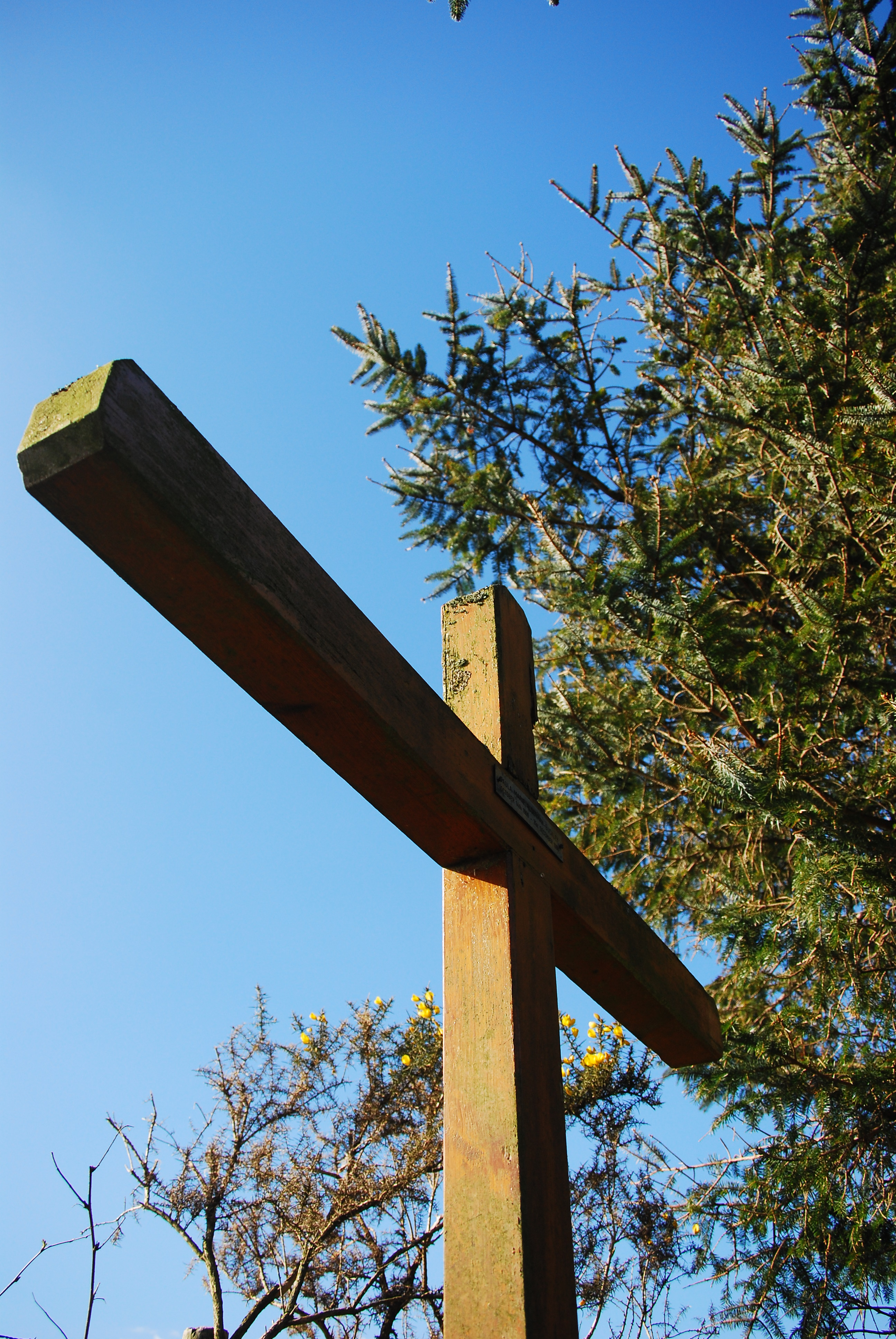
Mémorial aux victimes de l'attentat de Lockerbie.

Le terrorisme au Royaume-Uni, pose d'après le Home Office (et Europol) une menace sérieuse contre l’État 1834 personnes ont été arrêtées au Royaume-Uni entre septembre 2001 et décembre 2009 en lien supposé avec le terrorisme, parmi eux, 422 ont été accusées de terrorisme et 237 ont été condamnées

## Organisations interdites
Certaines organisations ont été interdites dans le cadre légal, constitué notamment du Terrorism Act.
Le gouvernement britannique a interdit 58 organisations considérées comme terroristes. 44 de ces organisations ont été interdites dans le cadre du Terrorism Act de l'an 2000. Deux d'entre elles ont également été interdites avec le Terrorism Act de 2006 pour « apologie du terrorisme. » Les quatorze autres organisations agissent (pour la plupart) en Irlande du Nord, et ont été interdites par les législations précédentes.

### Organisations internationales
Certaines organisation internationales sont considérées comme terroristes par le gouvernement et localement interdites, comme:
- Organisation révolutionnaire du 17-Novembre
- Brigades Abdullah Azzam, y compris le Ziyad al Jarrah Battalions (AAB)
- Fatah-Conseil révolutionnaire (organisation Abu Nidal)
- Abu Sayyaf
- Jaych Aden Al Islami-Abyane
- Gamaa al-Islamiya
- Al Ghurabaa (en)
- Al-Ittihad al-Islami
- Al-Mourabitoune
- Al Qaeda
- Al Shabaab
- Ansar al-Islam
- Ansar Al Sharia Tunisia
- Ansaru
- Ansar Bayt al Madis
- Ansarul Muslimina Fi Biladis Sudan (Vanguard for the protection of Muslims in Black Africa)
- Groupe islamique armé (GIA)
- Asbat al-Ansar
- Babbar Khalsa
- Front de libération du Baloutchistan
- Jihad islamique égyptien
- ETA
- Hamas
- Harakat al-Chabab al-Moudjahidin
- Harkat-ul-Jihad-al-Islami
- Harakat ul-Mujahidin
- Harkat-ul-Ansar
- Hezbollah
- Hezb-e-Islami Gulbuddin
- Imarat Kavkaz (IK) (Émirat du Caucase)
- Moudjahidin indiens
- International Sikh Youth Federation
- Islamic Jihad Union
- Mouvement islamique d'Ouzbékistan
- Daesh
- Jaish-e-Mohammed
- Jamaat Ansar al-Sunna (ex-Jaish Ansar al-Sunna)
- Jamaat Ul-Furquan
- Jamaat-ul-Mujahideen Bangladesh
- Jemaah Islamiyah
- Jundallah
- Kateeba al Kawthar
- Khuddam ul-Islam
- Faucons de la liberté du Kurdistan
- Parti des travailleurs du Kurdistan
- Lashkar-e-Jhangvi
- Lashkar-e-Toiba
- Tigres de libération de l'Îlam tamoul
- Groupe islamique combattant en Libye
- Minbar Ansar Deen
- Groupe islamique combattant marocain
- Jihad islamique palestinien
- Organisation des moudjahiddines du peuple iranien
- Front populaire de libération de la Palestine-Commandement général
- Parti-Front révolutionnaire de libération du peuple
- Groupe salafiste pour la prédication et le combat
- The Saved Sect
- Sipah-e-Sahaba Pakistan (aussi connu sous le nom Ahle Sunnat Wal Jamaat)
- Tehrik-e-Nifaz-e-Shariat-e-Mohammadi
- Tehrik-e Taliban Pakistan
- Teyre Azadiye Kurdistan (Faucons de la liberté du Kurdistan)
- Parti-Front de libération des peuples de Turquie

### Organisations irlandaises
Le gouvernement britannique a interdit certaines organisations irlandaises comme :
- Armée républicaine irlandaise de la Continuité
- Cumann na mBan
- Fianna Éireann
- Irish National Liberation Army
- Irish People's Liberation Organisation
- Armée républicaine irlandaise (IRA)
- Loyalist Volunteer Force
- Orange Volunteers
- Red Hand Commandos
- Red Hand Defenders
- Saor Éire
- Ulster Defence Association/Ulster Freedom Fighters
- Ulster Volunteer Force

## Incidents
Le Royaume-Uni a connu de nombreux incidents terroristes d'une importance historique, depuis la Conspiration_des_poudres de 1605 jusqu'aux divers attentats liés aux troubles d'Irlande du Nord. Dans l'histoire récente, les en:UK security services se sont concentrés sur la menace posée par les organisations militant pour un islamisme radical à l'intérieur du Royaume-Uni, telles que la cellule responsable des Attentats de Londres du 7 juillet 2005.

### Profil d'un terroriste britannique
Une analyse  MI5 confidentielle du 12 juin 2008 de plusieurs centaines d'individus connus pour être impliqués ou étroitement associés avec des activités extrémistes violentes concluent que les terroristes britanniques constituent une population diversifiée d'individus qui ne correspondent ni à un profil type unique ni à un même chemin de radicalisation 
La moitié sont nés au Royaume-Uni, la majorité dispose de la nationalité britannique, les autres, à quelques exceptions sont légalement présent sur le territoire du Royaume-Uni. La plupart des terroristes britanniques sont de sexe masculin, mais les femmes ont souvent conscience des activités illicites de leurs maris, frères et enfants. La majorité se fait radicaliser dans leur jeune âge, avant le milieu de la vingtaine, une minorité s'implique dans l'extrémisme violent vers l'âge de trente ans. Ceux de plus de 30 ans peuvent avoir une femme et des enfants comme ne pas avoir de liens. Pour le MI5, cela remet en question l'idée que les terroristes sont des jeunes musulmans dirigés par leur frustration sexuelle et aveuglés dans leur fanatisme (notion de Chahid) par la promesse de vierges dans le paradis qui seront la récompense des bienheureux.
Ceux impliqués dans le terrorisme britannique ont un niveau de diplôme allant de l'absence complète de qualification jusqu'à un diplôme post BAC. Mais la plupart sont employés dans des emplois peu qualifiés ou peu reconnus.
Loin d'être zélés dans leur pratique religieuse un grand nombre des personnes impliquées dans le terrorisme ne pratiquent pas leur foi régulièrement. Beaucoup manquent de compréhension des notions religieuses et peuvent de ce fait être considérés comme des novices en termes de religion. Très peu d'entre eux ont été élevés dans des foyers extrêmement religieux, et le nombre (la proportion) de convertis est supérieure à la moyenne. Certains sont impliqués dans la consommation de drogues, la consommation d’alcool et la fréquentation de personnes prostituées. Le rapport prétend qu'une identité religieuse bien établie protège contre la radicalisation violente, alors que l'influence des clercs dans la radicalisation des terroristes britanniques a diminué dans les années précédant le rapport?

## Contre-terrorisme
Le journal The Sun a obtenu en janvier 2007 une note fuitée du gouvernement britannique, datant initialement du  17 janvier, détaillant une proposition de plan consistant à placer des caméras à rayons X dans des lampposts pour identifier les terroristes en voyant à travers leurs vêtements. La note indique que les officiels du Home Office croient que la détection d'armes et d'explosifs pourrait ainsi devenir plus facile... L'acceptabilité sociale de mesures de détection intrusive banalisées et la réponse que nécessite dans le cas d'une alarme sont pourtant des facteurs limitants. Le Home Office n'a pas réagi à la divulgation de cette note. Le 29 août 2014, le gouvernement britannique a élevé le niveau de menace terroriste à sévère, comme le Premier ministre du Royaume-Uni David Cameron et le Home Secretary Theresa May avertissent qu'une attaque terroriste est hautement possible, à cause de Daesh. Theresa May a reconnu que si le niveau de menace est le second niveau le plus élevé, il n'y avait pas d'avertissement des services de renseignement relatifs à un attentat immédiat. Quant à lui David Cameron a reconnu que la nation faisait face à une menace plus profonde et plus grande pour la sûreté que toutes les menaces antérieures.

### Terrorisme d’État
À un moment, des allégations à l'encontre du Royaume-Uni ont été exprimées pour terrorisme d’État en Irlande du Nord,,,.